# Cervières (Hautes-Alpes)
Cervières (okzitanisch Cervèira) ist eine französische Gemeinde mit 189 Einwohnern (Stand 1. Januar 2022) im Département Hautes-Alpes in der Region Provence-Alpes-Côte d’Azur. Sie gehört zum Arrondissement Briançon und zum Kanton Briançon-1. 
Sie grenzt im Norden an Italien und in Frankreich an die Gemeinden Abriès-Ristolas mit Abriès, Aiguilles, Château-Ville-Vieille, Arvieux, Villar-Saint-Pancrace, Briançon, Val-des-Prés und Montgenèvre.

## Bevölkerungsentwicklung
| Jahr      | 1962 | 1968 | 1975 | 1982 | 1990 | 1999 | 2006 | 2014 |
| --------- | ---- | ---- | ---- | ---- | ---- | ---- | ---- | ---- |
| Einwohner | 151  | 111  | 96   | 105  | 120  | 129  | 131  | 183  |

## Sehenswürdigkeiten
- Haus mit der Sonnenuhr von Zarbula, Monument historique
- Seilbahn Terre Rouge, Monument historique
- Kirche Sainte-Cécile, Monument historique
- Kirche Saint-Michel, datiert auf das 15. Jahrhundert
- Kirche Saint-Michel-et-Saint-Mammès, datiert auf das Jahr 1819

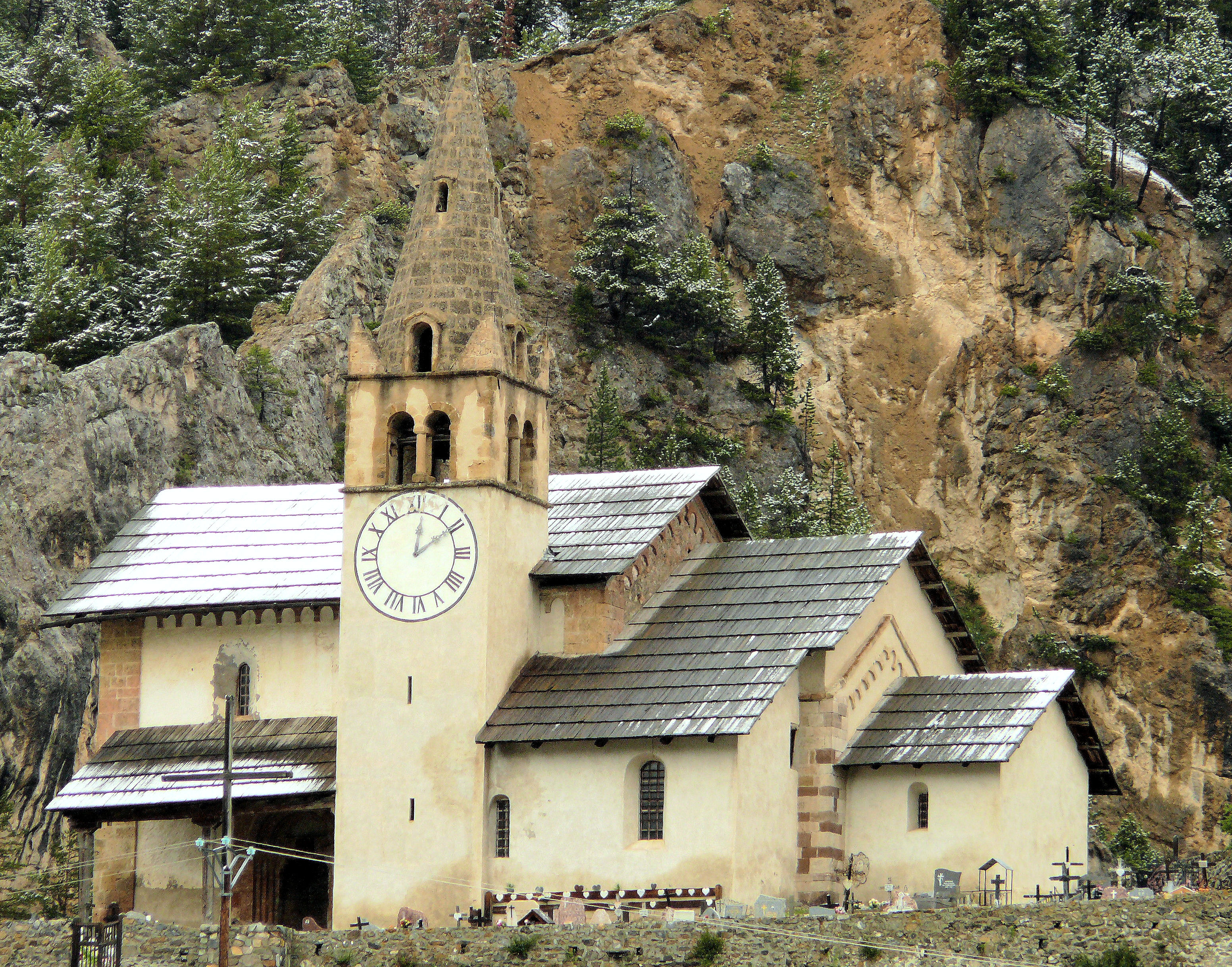
Kirche Saint-Michel

- Seilbahn für militärische Zwecke